# Maria Josefa da Áustria (1699–1757)
Maria Josefa Benedita Antônia Teresa Xaviera Filipina (Viena, 8 de dezembro de 1699 — Dresden, 17 de novembro de 1757) foi de 1711 a 1713, herdeira presumível do Sacro Império Romano-Germânico. Através do seu casamento com o rei Augusto III da Polônia, foi eleitora da Saxônia, rainha da Polônia, e grã-duquesa da Lituânia.

## Primeiros anos
Nasceu em Viena como arquiduquesa da Áustria e filha mais velha do imperador romano-germânico José I e da sua esposa, a princesa Guilhermina Amália de Brunsvique-Luneburgo. Durante o reinado do seu avô, o pai e o tio de Maria Josefa assinaram um decreto que fez dela a herdeira dos domínios dos Habsburgo na eventualidade de ambos não terem herdeiros varões. Contudo, durante o reinado do tio deles, o imperador Carlos VI, tanto Maria Josefa como Maria Amália foram excluídas da linha de sucessão em favor da sua prima Maria Teresa através da Sanção Pragmática de 1713.

## Casamento
O casamento entre Maria Josefa e Frederico Augusto II, príncipe-eleitor da Saxônia, tinha sido sugerido pelo seu futuro sogro desde 1704. Contudo, o facto de Maria Josefa não se poder casar com alguém que não fosse católico impediu a união. Quando Augusto se converteu ao catolicismo em 1712 as negociações foram retomadas. A 20 de agosto de 1719, Maria Josefa e Frederico Augusto casaram. Através deste casamento entre as casas reais de Wettin e de Habsburgo, o pai de Frederico Augusto tinha a esperança de melhorar a posição da Saxônia se rebentasse uma guerra de sucessão nos territórios austríacos. O filho mais velho do casal, Cristiano, sucedeu o pai como príncipe-eleitor da Saxônia após a sua morte.
Em 1733, Frederico Augusto foi eleito rei da República das Duas Nações como Augusto III, o Saxão. Maria Josefa foi coroada a 20 de Janeiro de 1734. A rainha era descrita como sendo ambiciosa, inteligente e religiosa. Fundou muitas igrejas e conventos e deu grande apoio os jesuítas da Polônia. Em 1740, reclamou os seus direitos de sucessão ao trono da Áustria, não para si, mas para o seu marido. Acabaria por abrir mão dos mesmos em 1742, acabando por permitir uma aliança entre a Saxônia e a Áustria. Durante a Guerra dos Sete Anos em 1756, Maria Josefa permaneceu em Dresden, depois de o marido partir, quando a cidade foi conquistada pelo exército do Reino da Prússia.

## Morte
Morreu de apoplexia durante a ocupação da Prússia e foi enterrada no jazigo dos Wettin em Hofkirche, Dresden.

## Descendência
Maria Josefa e Frederico Augusto tiveram catorze filhos reconhecidos pelos historiadores:
1. Frederico Augusto da Saxônia (1720-1721), morreu na infância.
2. José Augusto da Saxônia (1721-1728), morreu na infância.
3. Frederico Cristiano, Eleitor da Saxônia (1722–1763), casou-se com Maria Antónia da Baviera, com descendência.
4. Maria Amália da Saxônia (1724–1760), casou-se com Carlos III de Espanha, com descendência.
5. Maria Margarida da Saxônia (1727–1734), morreu na infância.
6. Maria Ana Sofia da Saxônia (1728–1797), casou-se com Maximiliano III José, Eleitor da Baviera, sem descendência.
7. Francisco Xavier da Saxônia (1730–1806), casou-se morganaticamente com Maria Chiara Spinucci, com descendência.
8. Maria Josefa da Saxônia (1731–1767), casou-se com Luís, Delfim da França, com descendência.
9. Carlos, Duque da Curlândia (1733-1796), casou -se com Franciszka Corvin-Krasińska, com descendência.
10. Maria Cristina, Abadessa de Remiremont (1735-1782), princesa-abadessa de Remiremont; sem descendência.
11. Maria Isabel da Saxônia (1736-1818), morreu solteira e sem descendência.
12. Alberto Casimiro, Duque de Teschen (1738–1822), casou-se com Maria Cristina da Áustria, com descendência.
13. Clementino, Arcebispo-Eleitor de Tréveris (1739–1812), arcebispo de Trier.
14. Maria Cunegundes, Abadessa de Essen (1740-1826), princesa-abadessa de Thorn e Essen; quase se casou com Luís Filipe II, Duque de Orleães.

Maria Josefa também sofreu muitos abortos:
- Um aborto de uma filha no 4º mês de gravidez (23 de junho de 1723).
- Um aborto de uma filha no 6º mês de gravidez (16 de agosto de 1729).
- Um aborto espontâneo no 1º mês de gravidez (22 de janeiro de 1732).
- Aborto de um filho no 4º mês e meio de gravidez (17 de janeiro de 1734).
- Um aborto espontâneo no 1º mês de gravidez (4 de dezembro de 1736).
- Um aborto espontâneo no 1º mês de gravidez (30 de janeiro de 1737).
- Um aborto espontâneo no 1º mês de gravidez (30 de março de 1741).
- Um aborto de um filho no 5º mês e meio de gravidez (11 de janeiro de 1742).
- Um aborto de um filho no 4º mês e meio de gravidez (20 de março de 1743).
- Um aborto espontâneo em 1744.
- Um aborto espontâneo em 1745.
- Um aborto espontâneo em 1746.
- Um aborto espontâneo em 1747.
- Um aborto espontâneo em 1748.
- Um aborto espontâneo em 1749.